# Luis Miguel Martínez Damián
Luis Miguel Martínez Damián (Madrid, España, 2 de enero de 1966) es un exfutbolista español que se desempeñaba como centrocampista.

## Clubes
| Club                  | País   | Año       | Partidos | Goles |
| --------------------- | ------ | --------- | -------- | ----- |
| RSD Alcalá            | España | 1987-1988 | 36       | 9     |
| Real Valladolid C. F. | España | 1988-1991 | 49       | 5     |
| R. C. Celta de Vigo   | España | 1991-1992 | 34       | 3     |
| Real Valladolid C. F. | España | 1992-1994 | 30       | 0     |
| Xerez Club Deportivo  | España | 1994-1996 | 25       | 5     |

## Palmarés
- Campeón de Segunda División de España - 1991/1992